# Castelo de Belmonte
O Castelo de Belmonte, na Beira Baixa, localiza-se na freguesia de Belmonte e Colmeal da Torre, vila e município de Belmonte, distrito de Castelo Branco, em Portugal.
Em posição dominante sobre uma elevação à margem esquerda do rio Zêzere, na região da serra da Estrela, este castelo medieval tem a sua história ligada à dos descobrimentos portugueses e à do Brasil, uma vez que os seus Alcaides pertenciam à família do navegador Pedro Álvares Cabral.
O Castelo de Belmonte foi declarado como Monumento Nacional por Decreto publicado em 15 de Outubro de 1927.

## História

### Antecedentes
A primitiva ocupação humana do seu sítio é obscura, parecendo certo que, após a Invasão romana da Península Ibérica, teria coexistido com a estrada romana que ligava a povoação de Bracara Augusta (Braga) a Emerita Augusta (Mérida), hoje em território da Espanha.

### O castelo medieval
As primeiras notícias históricas acerca destes domínios datam do reinado de D. Afonso Henriques (1112–1185), quando o senhorio das terras de Centum Cellas teria sido doado ao bispo de Coimbra (6 de Maio de 1168). Mais tarde, D. Sancho I (1185–1211), concedeu Carta de Foral à Vila (1199), que então integrava o senhorio. Posteriormente, Afonso III de Portugal (1248–1279) determinou ao bispo de Coimbra, D. Egas Fafes, que procedesse a construção de uma torre e castelo. Neste período, o bispo da Guarda comprou e vendeu casas no recinto do castelo (1253) e, três anos mais tarde, a 27 de Abril, o Papa Alexandre IV doou o Castelo de Belmonte e as povoações de Inguias e Olas de Godim à Sé da Guarda, com todos os direitos episcopais, ficando a Sé de Coimbra a manter as possessões laicas. A torre e o castelo estariam possivelmente concluídos sob o reinado de D. Dinis (1279–1325). Essas referências são confirmadas por vestígios arqueológicos dos finais do século XII e início do século XIII da demolição de casas no interior da vila para a construção do castelo e da torre de menagem.
Após o estabelecimento do Tratado de Alcanises (1297), com o consequente alargamento das fronteiras para o oeste, o Castelo de Belmonte perdeu importância estratégica, enquanto que a povoação se desenvolvia extramuros.
No contexto da crise de 1383–1385, o castelo perdeu parte das suas muralhas. Um pouco mais tarde, o Bispado de Coimbra permutou a vila de Belmonte, juntamente com o couto de São Romão, pela vila de Arganil com Antão Martim Vasques da Cunha (1392). No reinado de D. João I (1385–1433), tendo o alcaide de Belmonte, entre 1397 e 1398, aderido ao partido do infante D. Dinis, o soberano confiscou-lhe a vila e o castelo, doando-os como alcaidaria a Luís Álvares Cabral, passando a família Cabral a residir no castelo. O novo senhor procedeu a reconstrução pano da muralha a Norte, onde se abriu uma nova Porta da Traição, acrescentando-se um cubelo para reforço.
No século XV, a vila e seu castelo foram doados por D. Afonso V (1438–1481) a Fernão Cabral (1466), pai de Pedro Álvares Cabral, que prosseguiu a adaptação desta edificação militar a residência senhorial.

### Da Guerra da Restauração aos nossos dias

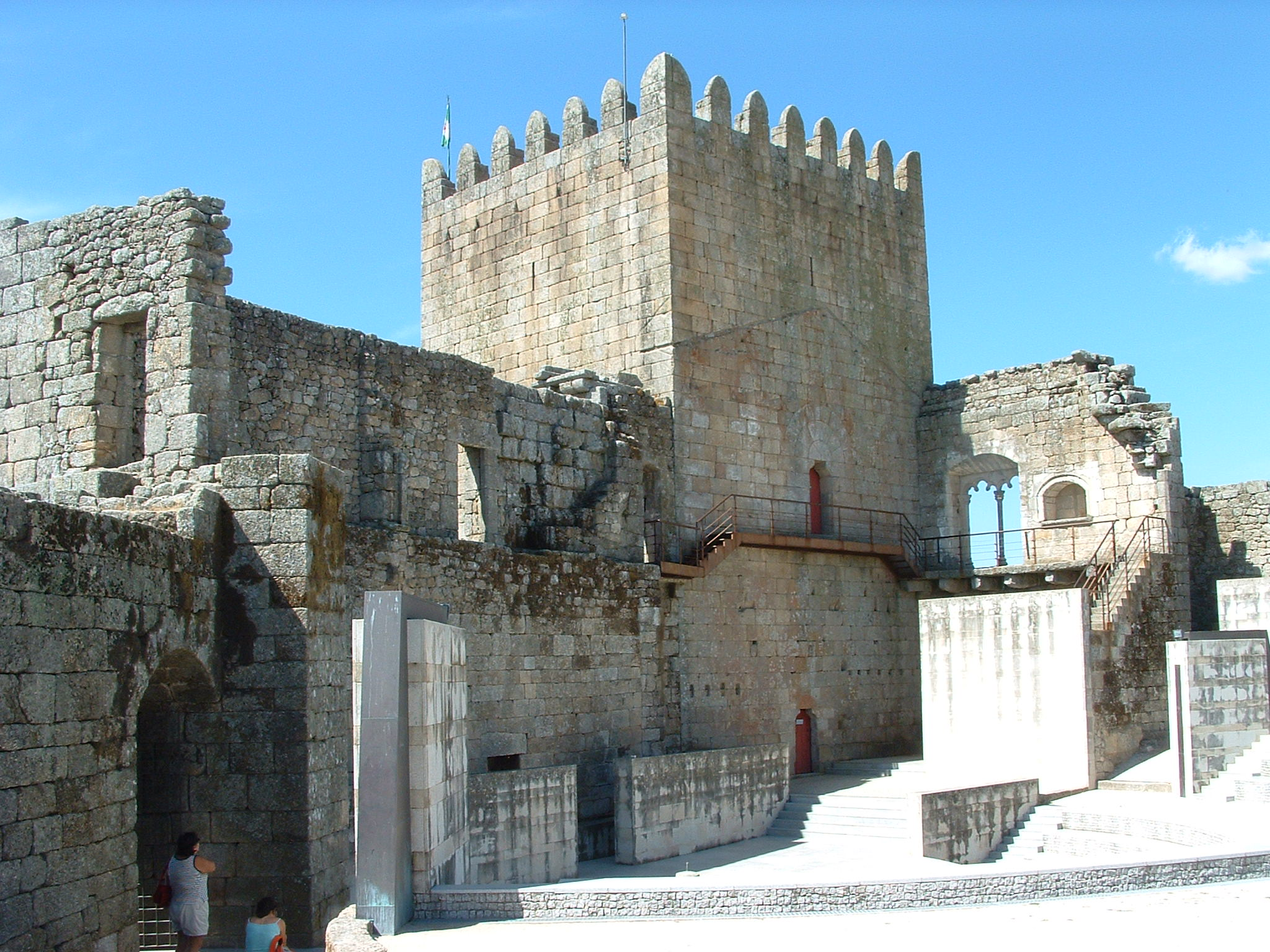
Castelo de Belmonte, Portugal.

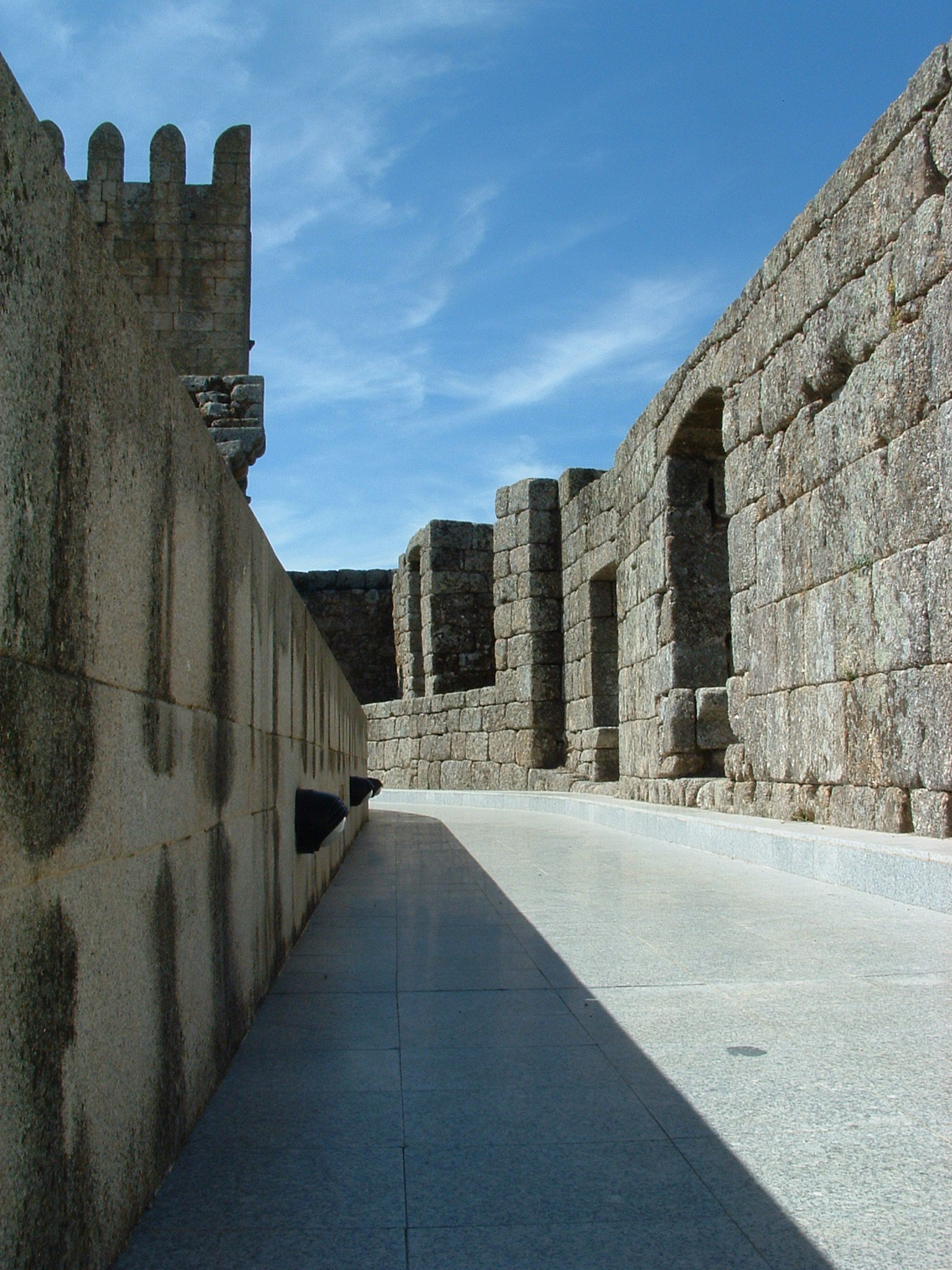
Castelo de Belmonte, Portugal.

No contexto da Guerra da Restauração da independência portuguesa, a sua defesa teria sido modernizada pela construção de alguns baluartes. Ainda em fins do século XVII, o interior do castelo foi danificado por um incêndio (1694). No século seguinte, foi erguido o edifício junto ao portão principal, tendo o último senhor de Belmonte, Caetano Francisco Cabral, falecido em 1762.
Pinho Leal, comentando que se encontrava em ruínas, transcreve uma descrição do castelo no século XVIII:
"O Castelo consta de uma alta torre, com duas grandes janelas, uma para o meio-dia, outra para o poente; é quadrada e dela continuam as casas do senhor do mesmo castelo, tudo fortificado com muralha de cantaria, e por fora, em todo o circuito, com baluartes que se conservam ainda em bastante altura." (Pe. Luís Cardoso. Dicionário Geográfico. apud: Pinho Leal. Portugal Antigo e Moderno (12 v). Lisboa: 1872 e segs.)
O edifício junto à porta principal funcionou, no início do século XX, como prisão. Entre a década de 1940 e a de 1960 foram procedidas diversas intervenções de conservação e restauro a cargo da Direcção-Geral dos Edifícios e Monumentos Nacionais (DGEMN).
Em 1992, passou à afetação do IPPAR, tendo sido erguido no seu interior, um anfiteatro, destinado à apresentação de espectáculos. Entre 1992 e 1994 foram procedidos trabalhos de prospecção arqueológica no interior do castelo, comprovando a presença romana e, entre 1994 e 1995, no interior da torre de menagem.
Revitalizado o monumento encontra-se aberto à visitação pública. Como curiosidade, uma antiga chave do Castelo de Belmonte encontra-se no acervo da Casa-Museu João Soares da Fundação Mário Soares, em Cortes (Leiria).
Em outubro de 2022, passou a ser gerido pelo município, nomeadamente ao nível da valorização e conservação.

## Características

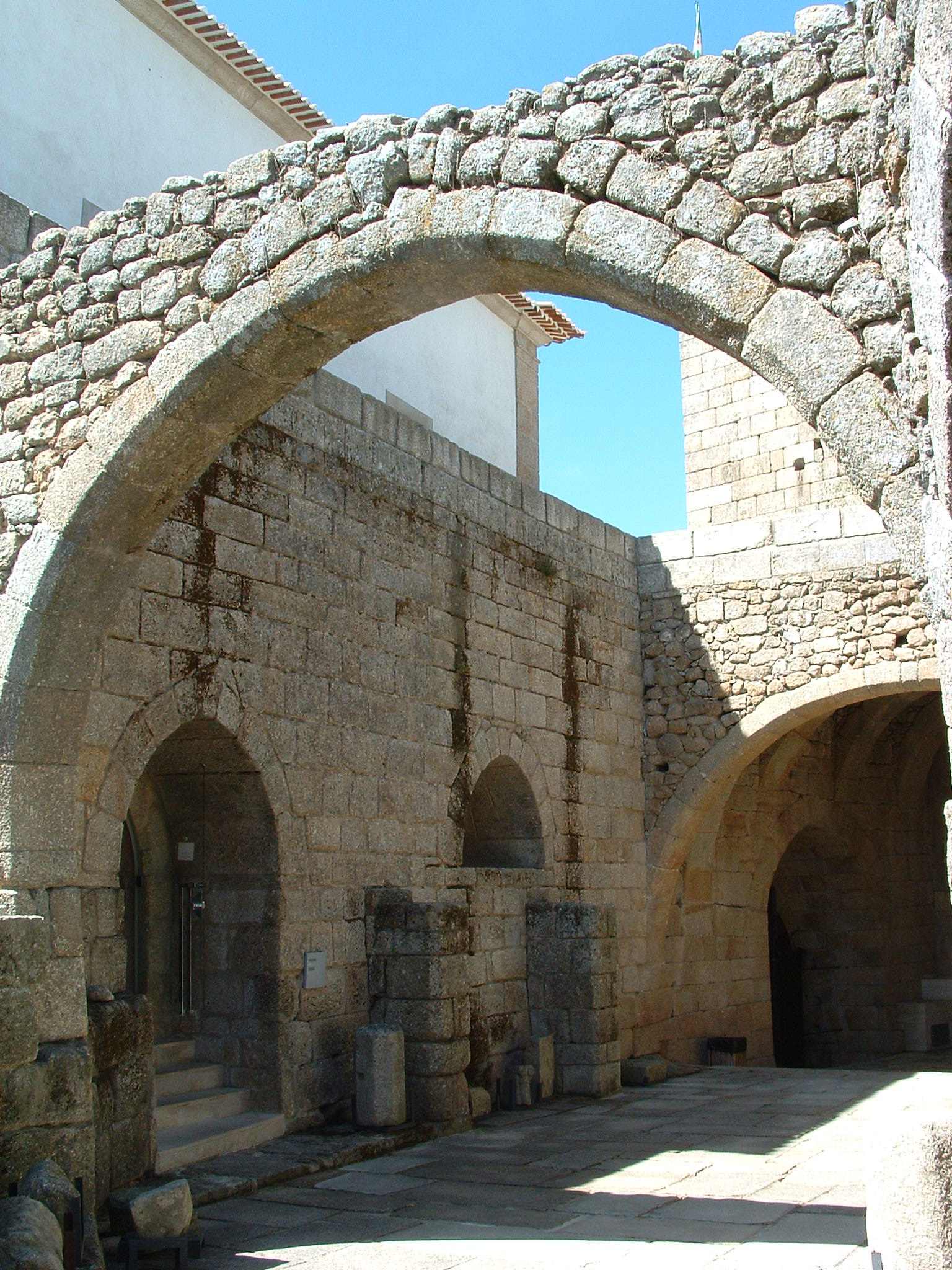
Castelo de Belmonte, Portugal.

Na cota de 615 metros acima do nível do mar, o castelo apresenta planta de traçado ovalado irregular, erguido em aparelho de pedra granítica. A fachada principal do castelo, orientada para o Sul, é rasgada por um portal de arco de volta perfeita, encimado por uma esfera armilar e pelas armas dos Cabral.
Fechando o ângulo Sudoeste, adossada à muralha pelo exterior, ergue-se a Torre de Menagem em estilo românico, em três pavimentos, encimada por ameias quadradas de terminação piramidal. No lado sudeste das muralhas encontra-se um espaço residencial — adaptação quinhentista, com filiação no estilo maneirista, de uma pequena torre medieval. No pano exterior do Paço rasga-se uma janela em estilo manuelino, com verga de recorte trilobado. A oeste, as ruínas do antigo Paço — mandado ampliar pelo pai de Pedro Álvares Cabral – adossado à Torre de Menagem. Rasgam-no ainda outras janelas de balcão que se apoiam em mísulas. Para além de pedras brasonadas, os panos de alvenaria são rasgados por aberturas de seteiras com troneiras.

## Personalidades ilustres
- Alcaide-Mor do Castelo de Belmonte